# François Ruy-Vidal
Pour les articles homonymes, voir Ruy.
François Ruy-Vidal, né Ruiz-Vidal le 20 mars 1931 à Franchetti en Algérie, est un éditeur, concepteur et écrivain de littérature d'enfance et de jeunesse.

## Biographie
François Ruy-Vidal est enseignant jusqu'en 1953 et devient « comédien et militant à l'Éducation nouvelle ». Après s'être associé avec Harlin Quist entre 1967 et 1972, il exerce chez Grasset, Delarge et aux éditions de l'Amitié.
Il est souvent considéré comme « provocateur », surtout lors de ses débuts avec Harlin Quist.
Il a pourtant ouvert la voie, à la fin des années 1960, à un renouveau du genre, notamment en commandant des textes à de grands écrivains vivants (Marguerite Duras, Eugène Ionesco) et en choisissant de jeunes illustrateurs inventifs (Nicole Claveloux, Claude Lapointe, Danièle Bour, Delessert…), dont beaucoup seront recrutés par les Gallimard jeunesse en 1975.